# Pat Dunne
Patrick "Pat" Dunne (9 de febrer de 1943 - 25 de setembre de 2015) fou un futbolista irlandès de la dècada de 1970.
Fou internacional amb la selecció de la República d'Irlanda. Pel que fa a clubs, defensà els colors d'Everton FC, Shamrock Rovers, Manchester United FC i Plymouth Argyle FC, com a principals clubs.

## Palmarès
- League of Ireland: 1
  - Shamrock Rovers 1963/64
- FAI Cup: 1
  - Shamrock Rovers 1964
- League of Ireland Shield: 1
  - Shamrock Rovers - 1963/64
- Leinster Senior Cup: 1
  - Shamrock Rovers - 1963/64
- Dublin City Cup: 1
  - Shamrock Rovers - 1963/64
- President's Cup: 1
  - Shamrock Rovers - 1962/63
- Football League First Division: 1
  - Manchester United FC - 1964/65